# Presidente de Kazajistán
El presidente de la República de Kazajistán (en kazajo: Қазақстан Республикасының Президенті) es el jefe del Estado de Kazajistán; es el símbolo y garante de la unidad del pueblo y del poder estatal, de la inviolabilidad de la Constitución, de los derechos y libertades del individuo y del ciudadano.  
Al ser un gobierno presidencialista, el presidente determina las principales orientaciones de la política interior y exterior del Estado y representa a Kazajistán en el país y en las relaciones internacionales. Además ejerce el cargo de Comandante en jefe de las Fuerzas Armadas del país centroasiático. 
El actual presidente es Kasim-Yomart Tokaev que fue elegido el 12 de junio de 2019. Previamente había ejercido como presidente interino tras la dimisión de Nursultán Nazarbáyev.

## Historia de la presidencia
La última etapa de la Unión Soviética estaba caracterizada por la crisis económica y los problemas políticos internos. En un intento de reformar el país, el 15 de marzo de 1990 Gorbachov, presidente del Presidium del Sóviet Supremo de la Unión Soviética, fue elegido para el cargo recién creado de presidente de la Unión Soviética en el III Congreso de los Diputados del Pueblo  de la Unión Soviética. Gorbachov propuso la firma de un Nuevo Tratado de la Unión para así salvar al país de la crisis.
Este nuevo tratado creaba un estado federal pero con autonomía de sus repúblicas federales, que adoptaron también el cargo de presidente de cada república. Estos cambios alentaron un movimiento dentro de las repúblicas socialistas que conformaban la Unión Soviética que buscaban una mayor autonomía, llamado Desfile de Soberanías, Kazajistán declaró su soberanía como una república dentro de la Unión de Repúblicas Socialistas Soviéticas en octubre de 1990. Entonces, Kazajistán, como otras repúblicas socialistas, adoptaron el cargo de presidente de la República en la jefatura del Estado. Este fue ocupado por Nursultán Nazarbáyev el 24 de abril de 1990.
En 1991, fue abortado un intento de golpe de Estado en Moscú contra las reformas. Esto alentó a muchas repúblicas a declarar la independencia, Kazajistán declaró su independencia el 16 de diciembre de 1991, confirmada diez después con la disolución de la Unión Soviética.
Desde la independencia dos personas han ostentando el cargo de presidente de la república: Nursultán Nazarbáyev (1990-2019) y Kasim-Yomart Tokaev (desde 2019). Nazarbáyev, aunque originalmente fue elegido para un mandato de tan solo cuatro años, en 1998 emitió un decreto que le permitió mantenerse en el poder por otros siete años, hasta las elecciones del 4 de diciembre de 2005, cuando fue reelegido presidente al lograr, según los resultados oficiales, el 91 % de los votos. El 18 de mayo de 2007, el Parlamento sancionó una ley que le permite presentarse a elecciones de forma continua, eliminando la restricción de gobernar únicamente durante dos períodos. Esta normativa, que solo es aplicable a Nazarbáyev, fue criticada por la oposición y tildada de antidemocrática.
El 26 de abril de 2015, Nursultán Nazarbáyev fue reelegido para su quinto mandato presidencial. La ceremonia oficial de inauguración se llevó a cabo en el Palacio de la Independencia en Astaná el 29 de abril. En la ceremonia de inauguración, el presidente reelegido aseguró a la nación que continuaría con las 5 reformas institucionales que había ofrecido anteriormente, lo que contribuiría al crecimiento y desarrollo constante del país.El 25 de enero de 2017, el presidente Nursultán Nazarbáyev sentó las bases para las reformas a la constitución que redistribuirían los poderes ejecutivos al parlamento y los ministerios con el fin de lograr un gobierno más abierto y eficiente.
Nazarbáyev presentó el día 19 de marzo de 2019 su renuncia al cargo que ha ejercido por casi 30 años durante un mensaje televisivo dirigido al país centroasiático, por lo que, según la legislación kazaja, el presidente del Senado ocuparía el cargo en funciones hasta las siguientes elecciones presidenciales, siendo nombrado presidente en funciones Kasim-Yomart Tokáev el 20 de marzo de 2019. El 9 de junio del mismo año se celebraron las elecciones presidenciales que nombrarían a Tokáev como presidente de iure tras su investidura el 12 de junio de 2019.

## Elección

### Elegibilidad
Según la constitución de Kazajistán (1995, reformada en 2017 y 2022), el candidato al cargo de presidente deberá ser ciudadano kazajo de nacimiento y que haya cumplido los cuarenta años, domine perfectamente el idioma oficial, haya residido en Kazajistán durante no menos de quince años y haya cursado estudios superiores. La ley constitucional podrá establecer requisitos adicionales para los candidatos (artículo 41)

### Elecciones presidenciales
Las elecciones presidenciales se celebrarán el primer domingo de diciembre y no coincidirán con la elección del nuevo Parlamento. En caso de elecciones anticipadas deberán ser convocadas por decreto presidencial y siguiendo la ley constitucional. Una vez celebradas las elecciones se considerará elegido el candidato que obtenga más del 50 por ciento de los votos. Si ninguno de los candidatos obtiene el número de votos antes indicado, se realizará una segunda vuelta electoral entre los dos candidatos que hayan obtenido el mayor número de votos. Se considerará elegido el candidato que obtenga el mayor número de votos (artículo 41).

### Toma de posesión
El presidente de la República asumirá su cargo desde el momento en que presta el siguiente juramento recogido en el artículo 42: "Juro solemnemente que serviré fielmenteal pueblo de Kazajistán, observaré estrictamente la Constitución y las leyes de la República de Kazajstán, garantizaré los derechos y libertades de los ciudadanos y cumpliré honestamente los altos deberes del Presidente de la República de Kazajstán que me han sido confiados".

## Mandato
El presidente de la República ejercerá su cargo durante cinco años sin posibilidad de ser elegido más de dos veces consecutivas (artículo 42). No obstante, la constitución recoge la reforma constitucional que permitía al primer presidente Nursultán Nazarbáyev presentarse sin restricción.
El mandato del presidente expira automática al tomar posesión el nuevo presidente (artículo 41), en caso de fallecimiento, dimisión o enfermedad. En estos último casos existe un orden de sucesión determinado por la constitución en su artículo 48, así, ocupara el cargo el presidente del Senado para el resto del mandato; si este no pudiera pasaría la presidente del Mazhilis. Si, finalmente, este tampoco pudiera serán entonces transferidos al primer ministro. El mandato de interinidad impide al presidente interino proponer enmiendas o reformas constitucionales.
Existen dos casos especiales por incapacidad prolongada y enjuciamiento que requiere una actuación especial. Si el presidente no pudiera ejercer en caso de incapacidad prolongada, en este caso, el Parlamento formará una comisión integrada por un número igual de diputados de cada Cámara y especialistas de las respectivas ramas de la medicina. Basándose en las conclusiones de la comisión se adoptará en sesión conjunta de las Cámaras del Parlamento por una mayoría de no menos de tres cuartas partes del número total de diputados de cada Cámara (artículo 47). 
En este mismo artículo 47 se determina también en los casos de enjuciamiento criminal. El presidente de la República es responsable de los actos realizados en el ejercicio de sus funciones y sólo en caso de alta traición puede ser relevado de su cargo por el Parlamento. La decisión de presentar una acusación y realizar su investigación puede ser adoptada por la mayoría de los diputados del Maylis a iniciativa de no menos de un tercio del número total de sus diputados. La investigación de la acusación será organizada por el Senado, no obstante, la decisión final sobre esta cuestión será adoptada en sesión conjunta de las Cámaras del Parlamento por la mayoría de no menos de tres cuartas partes del número total de diputados de cada Cámara, siempre que el Tribunal Supremo concluya sobre la legitimidad de la acusación y el Consejo Constitucional concluya sobre laobservancia de los procedimientos constitucionales establecidos. 

## Privilegios e incompatibilidades
En el artículo 42 de la Constitución se determina que nadie puede ser elegido presidente más de dos mandatos seguidos, antes de las enmiendas constitucionales de 2022 también establecía que “ La presente restricción no se extenderá al Primer Presidente de la República de Kazajistán ”.
El artículo 46 dice que "el honor y la dignidad del presidente serán inviolables" y que sus gastos serán pagados por el Estado. El punto 4 del artículo describe el estatus y la autoridad especiales del primer presidente y se refiere a un acto constitucional especial para las definiciones. De acuerdo con esta ley, el primer presidente posee inmunidad total, absoluta y sin término para todas las acciones que realice mientras esté en el cargo, y que permanezca como funcionario del gobierno hasta su muerte. También conservan la capacidad de hablar con la gente de Kazajistán, mantienen guardias, comunicaciones, transporte y apoyo estatal de su actividad, y su apartamento oficial y residencia de verano se convirtieron en su propiedad con mantenimiento oficial. También se les proporciona atención médica, sanatorio, pensiones y seguros.
El presidente de la República de Kazajistán no tendrá derecho a ser diputado de un órgano representativo, a ocupar otros cargos remunerados ni a ejercer actividades empresariales (artículo 43).

## Facultades constitucionales
Según el extenso artículo 44 de la constitución el presidente de la República tendrá las siguientes facultades constitucionales referentes al gobierno del país:
1. Dirigirse anualmente al pueblo de Kazajistán con un mensaje sobre el estado del país y las principales orientaciones de la política interior y exterior del país.
2. Convocar elecciones ordinarias y extraordinarias al Parlamento.
3. Aceptar el juramento de sus diputados.
4. Convocar sesiones extraordinarias del Parlamento.
5. Firmar las leyes presentadas por el Senado en el plazo de un mes, promulgar la ley o devolver la ley o sus artículos separados para una segunda discusión y votación (derecho de veto).
6. Solicitar al Consejo Constitucional para que examien si una ley promulgada u otro acto jurídico es conforme a la constitución.

En cuanto a los nombramiento, el presidente tiene los siguientes poderes constitucionales:
1. Previa consulta con los partidos políticos representados en el Mazhilis, promover un candidato al cargo de primer ministro para su aprobación
2. Nombrar y destituir al Primer ministro.
3. Nombrar y destituir a los miembros del Gobierno a propuesta del Primer ministro.
4. Nombra independientemente a los ministros de Asuntos Exteriores y de Defensa, y del Interior.
5. Preside las sesiones del Gobierno sobre asuntos cruciales, si es necesario; anula o suspende total o parcialmente los actos de los akims de las provincias, ciudades de importancia nacional y la capital.
6. Nombra y destituye al presidente del Banco Nacional, al Procurador General y al presidente del Comité de Seguridad Nacional de la República.
7. Nombra y revoca a los funcionarios de las representaciones diplomáticas de Kazajistán.
8. Nombrar al presidente y dos miembros de la Comisión Electoral Central, al presidente y dos miembros de la Comisión de Cuentas para el control de la ejecución del presupuesto de la República por un período de cinco años.

Además tiene facultad para adoptar la resolución sobre la celebración del referéndum nacional; llevar a cabo negociaciones y firmar tratados internacionales; recibir cartas credenciales y revocar de los representantes diplomáticos y otros representantes de estados extranjeros acreditados ante él; actuar como Comandante en Jefe de las Fuerzas Armadas de la República. También puede otorgar condecoraciones estatales de la República y conferir rangos honorarios, militares y otros rangos, puestos jerárquicos, rangos diplomáticos y grados de calificación. Resolver cuestiones de ciudadanía de la República y asilo político; ejercer el indulto a los ciudadanos.
En caso de amenaza grave e inmediata a las instituciones democráticas del país, su independencia e integridad territorial, la estabilidad política, la seguridad de sus ciudadanos y la perturbación del funcionamiento normal de los órganos constitucionales del Estado, el presidente podrá, previa consulta con el primer ministro y los presidentes de ambas cámaras legislativas, decretar el estado de emergencia o imponer la ley marcial.

## Vicepresidente de la República
El vicepresidente de la República, fue un cargo que existió entre 1991 y 1996. La primera y única persona que ocupó ese cargo fue Yerik Asanbayev. Ocupó este cargo desde la declaración de independencia de la República el 16 de diciembre de 1991. El 22 de febrero de 1996, el presidente de Kazajistán, Nursultán Nazarbáyev, quedando el puesto abolido.
El 20 de noviembre de 1990, el Consejo Supremo de la República Socialista Soviética de Kazajistán adoptó la ley "Sobre la mejora de la estructura del poder estatal y la gestión de la República Socialista Soviética de Kazajstán y la introducción de cambios y adiciones a la Constitución (Ley Básica) de la República Socialista Soviética de Kazajstán", según el cual se introdujo el cargo de vicepresidente de la República Socialista Soviética de Kazajistán elegido por sufragio directo ciudadano, al igual que al presidente de la República. El 10 de diciembre, este cargo pasó a denominarse vicepresidente de la República de Kazajistán. Seis días después se anunció la independencia de la república de la URSS.
El 28 de enero de 1993 se adoptó una nueva Constitución que aprobaba las nuevas bases de un Estado independiente. Reguló algunas reglas del cargo de vicepresidente: elección junto con el presidente de la República (artículo 81); no tenía derecho a ser diputado del órgano representativo de la república, a trabajar en otros órganos estatales y asociaciones públicas, a realizar actividades empresariales. Se le concedió inmunidad. También se determinó el caso de dimisión (artículo 82) y su puesto en la sucesión constitucional del presidente (artículo 83).
Con la adopción de una nueva Constitución en 1995, el cargo de vicepresidente se mencionaba únicamente en las disposiciones transitorias con una sucinta información acerca de su elección y mandato. A finales de 1995, el nuevo reglamento sobre la administración del presidente de la República nisiquera menciona al vicepresidente. El 22 de febrero de 1996, con el nombramiento de Yerik Asanbayev como embajador en Alemania, el cargo de vicepresidente quedó completamente abolido.
| #   | Vicepresidente de la República  | Inicio                | Fin                   | Partido | Elecciones | Presidente           |
| --- | ------------------------------- | --------------------- | --------------------- | ------- | ---------- | -------------------- |
| 1.º | Sergey Tereshchenko (1951-2023) | 24 de abril de 1990   | mayo de 1990          | КП КССР | 1990       | Nursultán Nazarbáyev |
| 2.º | Yerik Asanbayev (1936-2004)     | 16 de octubre de 1991 | 22 de febrero de 1996 | Indep.  | 1991       | Nursultán Nazarbáyev |

## Lista de presidentes (desde 1990)
| #                                                     | Nombre              | Nombre                   | Nombre                                                                                | Inicio                  | Final                   | Partido                  | Elecciones |
| ----------------------------------------------------- | ------------------- | ------------------------ | ------------------------------------------------------------------------------------- | ----------------------- | ----------------------- | ------------------------ | ---------- |
| RSS de Kazajistán-República de Kazajistán (1990-1991) |                     |                          |                                                                                       |                         |                         |                          |            |
| 1.º                                                   |                     |                          | Nursultán Nazarbáyev Нұрсұлтан Әбішұлы Назарбаев (n. 1940) Presidente de la República | 24 de abril de 1990     | 16 de diciembre de 1991 | КП КССР                  | 1990       |
| República de Kazajistán (desde 1991)                  |                     |                          |                                                                                       |                         |                         |                          |            |
| 1.º                                                   |                     |                          | Nursultán Nazarbáyev Нұрсұлтан Әбішұлы Назарбаев (n. 1940) Presidente de la República | 16 de diciembre de 1991 | 20 de marzo de 2019     | Indep. (h. febrero 1999) | 19911999   |
| 1.º                                                   |                     | Otan (h. diciembre 2006) | Nursultán Nazarbáyev Нұрсұлтан Әбішұлы Назарбаев (n. 1940) Presidente de la República | 16 de diciembre de 1991 | 20 de marzo de 2019     | 2005                     |            |
| 1.º                                                   |                     | Nur Otan                 | Nursultán Nazarbáyev Нұрсұлтан Әбішұлы Назарбаев (n. 1940) Presidente de la República | 16 de diciembre de 1991 | 20 de marzo de 2019     | 200520112015             |            |
| -                                                     |                     |                          | Kasim-Yomart Tokáev Қасым-Жомарт Кемелұлы Тоқаев (n. 1953) Presidente de la República | 20 de marzo de 2019     | 12 de junio de 2019     | Nur Otan (h. marzo 2022) |            |
| 2.º                                                   | 12 de junio de 2019 | en el cargo              | Kasim-Yomart Tokáev Қасым-Жомарт Кемелұлы Тоқаев (n. 1953) Presidente de la República |                         |                         | Nur Otan (h. marzo 2022) |            |
| 2.º                                                   | 12 de junio de 2019 | en el cargo              | Kasim-Yomart Tokáev Қасым-Жомарт Кемелұлы Тоқаев (n. 1953) Presidente de la República | Amanat (h. abril 2022)  | 2019                    |                          |            |
| 2.º                                                   | 12 de junio de 2019 | en el cargo              | Kasim-Yomart Tokáev Қасым-Жомарт Кемелұлы Тоқаев (n. 1953) Presidente de la República |                         | Indep.                  | 2022                     |            |